# Mandera
Mandera (somali : Mandheera) est une ville de la province nord-orientale au Kenya. C'est aussi la capitale du comté de Mandera. Elle est située entre les frontières somaliennes et éthiopienne. La ville est peuplée de 30 433 habitants selon le recensement de 1999.

## Géographie
La ville kenyane de Mandera à environ 218 mètre d'altitude est coincée entre les frontières éthiopiennes et somaliennes, elle se situe à l'extrémité de la province Nord-Orientale du pays, au terme d'une succession de collines s'élevant au mieux à 784 mètre d'altitude. La capitale du Kenya, Nairobi, n'est située qu'à environ 807 km de Mandera. La rivière Daua au nord, en contrebas à environ 200 mètre d'altitude arrose Mandera, après avoir déterminé une large fraction de la frontière entre le Kenya et l'Éthiopie.

### Districts
Mandera est la capitale du district de Mandera.
Dans l'ensemble, il constituait un district divisé en trois circonscriptions plus petites; à savoir, Mandera Est, Mandera Central et Mandera Ouest. Cependant, le président kényan Mwai Kibaki a ordonné en 2007 la création de deux autres districts : Mandera Central Mandera Ouest Lafey, Mandera Nord et Banisa. Cela a porté le nombre total de districts locaux à six. La ville occupe une superficie de 26,744 km2.

## Démographie
Comme dans les autres régions de la province du Nord-Est, Mandera est principalement habitée par des ethnies somaliennes.

## Climat
Le climat de Mandera est classé comme aride selon la classification de Köppen. Les températures tendent à être chaudes tout au long de l'année. Les températures quotidiennes sont généralement supérieures à 30 °C, tandis que la nuit, elles peuvent tomber à 20 °C. Les précipitations sont extrêmement faibles, la zone recevant une quantité minimale de pluie. Les sécheresses ne sont pas inhabituelles, entraînant souvent une perte importante de bétail dans les zones rurales où le pastoralisme est commun.

## Transports
La ville dispose d'un aéroport : l'aéroport de Mandera. Mandera dispose aussi d'un réseau de bus mais celui-ci est très restreint.

## Culture et Tourisme
La ville n'est pas trop touristique ni culturel, la mosquée de Khadja est le seul site culturel de la ville. De plus la ville est plus délaissée par les touristes en raison du risque des Al-Shebbab somalien qui sévissent à l'est du territoire kényan.